# Diplycosia sagittanthera
Diplycosia sagittanthera är en ljungväxtart som beskrevs av J. J. Smith. Diplycosia sagittanthera ingår i släktet Diplycosia och familjen ljungväxter. Inga underarter finns listade i Catalogue of Life.